# Аскаридоз
Аскаридо́з (Ascaridosis) — кишечная инвазия из группы нематодозов, возбудителями которой являются аскариды (Ascaris lumbricoides). Аскариды паразитируют преимущественно в тонкой кишке. Длина взрослого гельминта составляет 25 — 30 см.

## Этиопатогенез
Личинки и яйца аскарид попадают в организм с немытыми овощами, фруктами, яйца развиваются в кишечнике, затем они попадают в лимфатические и кровеносные сосуды, после чего с потоком крови попадают в печень, правый желудочек сердца, лёгкие. Оттуда в бронхи, трахею, глотку, полость рта. После повторного заглатывания в организме растут взрослые аскариды. Этот цикл длится около трёх месяцев.

## Исследования
Есть две модели  животных, мыши и свиньи, используемые при изучении Ascaris инвазии. 

## Другие животные
Заражение аскаридами свиней приводит к снижению веса и, таким образом к финансовым потерям для фермеров.  У свиней инвазия обусловлена аскаридой свиной. У лошадей и других непарнокопытных, лошадиной аскаридой является Parascaris equorum, в разговорной речи паразитов называют аскариды. У молодых животных паразит вызывает более серьезные проблемы, чем у зрелых, клинические признаки включают  пузо, грубый покров волос и медленный рост.

## Клиника
Во время миграции личинок преобладают токсико-аллергические реакции — зуд в области носа, кашель, высыпания. В крови определяется эозинофилия. Иногда бывает субфебрильная температура. Во время кишечной фазы к вышеуказанным жалобам присоединяются боли в животе, тошнота, слюнотечение, потеря аппетита, зуд в области ануса, симптомы общей интоксикации (вялость, сонливость).
При большом скоплении аскарид может развиться динамическая кишечная непроходимость, перфоративный перитонит. При попадании аскарид в желчные пути возможно развитие гнойного холангита, абсцесса печени, обтурационной желтухи; при проникновении в панкреатические ходы — острого панкреатита. При заползании аскарид по пищеводу в глотку и дыхательные пути может наступить асфиксия.

## Внекишечная локализация / Диагностика
Предотвратить заражение можно за счет более эффективных санитарных мер, которые включают улучшенный доступ к туалетам и избавление от фекалий надлежащим образом. Считается, что мытьё рук с мылом предохраняет от  заражения. В районах, где заражено свыше 20% населения, рекомендуется периодическое лечение всех жителей. Повторное заражение широко распространено. Вакцины от аскаридоза не существует. Всемирная организация здравоохранения рекомендует лечение препаратами альбендазол, мебендазол, левамизол или пирантел. Другие эффективные средства включают трибендимидин и нитазоксанид.

## Эпидемиология
От 0,8 до 1,2 миллиардов людей во всем мире болеют аскаридозом. Наиболее поражено население Тропической Африки, Латинской Америки,  в том числе на побережье Мексиканского залива, а также Южной и Юго-Восточной Азии. Таким образом, аскаридоз является самым распространённым видом передаваемого через почву гельминтоза. По данным на 2010 год аскаридоз стал причиной 2700 смертей, что означает снижение смертности по сравнению с 3400 случаями в 1990 году. Другой тип аскарид заражает свиней.

## Лечение
Применяют антигельминтные препараты — альбендазол, мебендазол, левамизол, пиперазин, и другие.

## Рождаемость и аутоиммунный механизм
Исследователи из Калифорнийского Университета под руководством Арона Блэкуэлла (Aron D. Blackwell) провели исследование женщин в племенах Боливийских аборигенов, по результатам которого было обнаружено что при инвазии Ascaris lumbricoides увеличивается вероятность забеременеть и успешно выносить ребёнка. Так в среднем, носительницы аскарид рождают на два ребёнка больше, чем те, у которых гельминты не обнаружены. Исследователи связывают это с реакцией иммунной системы. Повышая или понижая уровень Т-клеток в организме, гельминты косвенно влияют на способность к зачатию.

## Аскаридоз свиней
Заболевание характеризуется пневмонией (в период миграции личинок через лёгкие), резким отставанием в росте и развитии поросят, сопровождается поражением желудочно-кишечного тракта и понижением сопротивляемости организма различным другим заболеванием. Клинические признаки аскаридоза проявляются главным образом у поросят в возрасте от 2 до 6 месяцев, которые в это время тяжело переносят инвазию.